# Jan Hanuš
Jan Hanuš (Praga, 2 de maig de 1915 - Praga 30 de juliol de 2004) va ser un compositor txec.
Hanuš va estudiar de 1932 a 1940 amb Pavel Dědeček al Conservatori de Praga i va prendre lliçons de composició privada amb Otakar Jeremiáš. Va treballar en diversos editors de música i va publicar les obres recollides d'Antonín Dvořák i Zdeněk Fibich i una edició crítica de les obres de L. Janáček. Va ser el cap de la Societat Txeca d'Educació Musical i la secció txeca de la Societat Internacional d'Educació Musical i va ser membre del Comitè del Festival de Primavera de Praga.
Hanuš va compondre cinc òperes i ballets, 7 simfonies i altres obres simfòniques, un concert per a violí i un concert per a violoncel, música de cambra, obres per a orgue, vuit fugues, una passió segons Sant Mateu, i una altra segons Sant Joan, cantates, cors i cançons.

## Música per al cinema
- 1966: The Treasure Island (Dividers d'Aventura) - Director: Wolfgang Liebeneiner
- 1969: Els contes de Leatherstocking (Aventura Vierteiler) - Director: Jean Dréville i Pierre Gaspard-Huit
- 1979: The Swap - Director: Jordan Leondopoulos